# NGC 1836
NGC 1836 је расејано звездано јато у сазвежђу Златна риба које се налази на NGC листи објеката дубоког неба.
Деклинација објекта је - 68° 37' 41" а ректасцензија 5h 5m 34,5s. Привидна величина (магнитуда) објекта NGC 1836 износи 12,2. NGC 1836 је још познат и под ознакама ESO 56-SC61.